# Bảo tàng Thành phố ở Nowa Sól
Bảo tàng Thành phố ở Nowa Sól (tiếng Ba Lan: Muzeum Miejskie w Nowej Soli) là một bảo tàng tọa lạc tại số 20 phố Muzealna, Nowa Sól, Ba Lan. Diện tích tổng thể của bảo tàng là 3.015 m². Bảo tàng bố trí triển lãm bên trong ba tòa nhà tạo thành hình móng ngựa với sân trong. Không gian triển lãm của bảo tàng cũng bao gồm một phần của khu vườn tiện ích cũ, khu vực này sẽ được phát triển trong tương lai.

## Lịch sử
Tòa nhà chính của bảo tàng được chủ sở hữu của một nhà máy sản xuất chỉ ở Nowa Sól tên là Alexander Gruschwitz xây lên làm món quà tặng con trai ông là Alfred. Tòa nhà chính này được xây dựng vào năm 1883, và các tòa nhà bổ sung được dựng lên vào năm tiếp theo.
Bảo tàng Thành phố đầu tiên được thành lập vào năm 1916, trụ sở của bảo tàng này tọa lạc trên phố Witosa ngày nay. Bảo tàng Thành phố hiện nay chính thức mở cửa cho công chúng vào năm 1947. Ba năm sau, tất cả các cuộc triển lãm ở những địa điểm khác được chuyển đến trụ sở hiện tại. Số lượng hiện vật trong bộ sưu tập của bảo tàng ban đầu đã giảm vì phần lớn bị phá hủy trong chiến tranh.